# Eda glasbruk
Eda glasbruk è un'area urbana della Svezia situata nel comune di Eda, contea di Västra Götaland.
La popolazione rilevata nel censimento 2010 era di 233 abitanti .